# Faxinalzinho
Faxinalzinho este un oraș în Rio Grande do Sul (RS), Brazilia.